# Codex Vercellensis
Pour le codex en vieil anglais, voir Livre de Verceil.

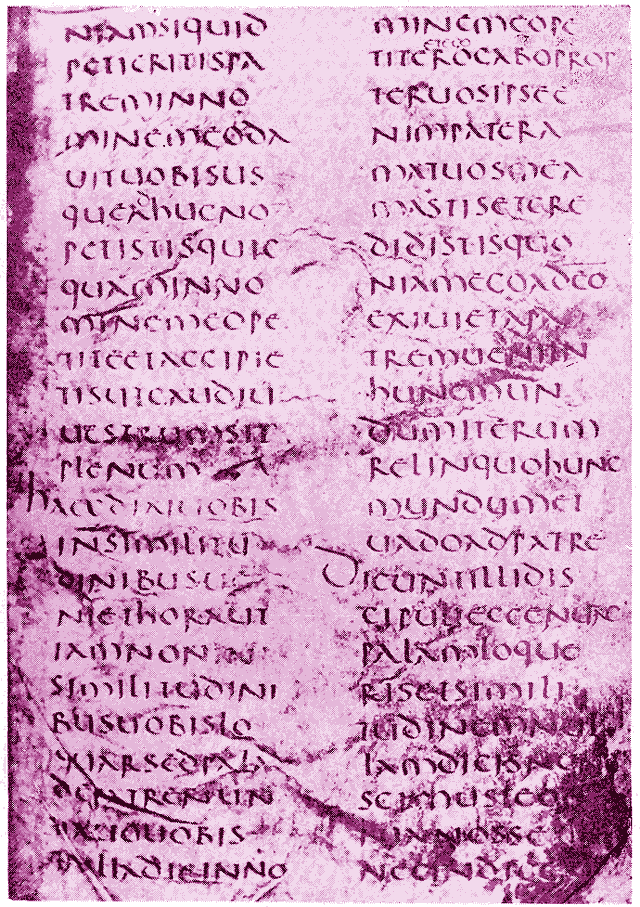
Une page du codex.

Le Codex Vercellensis, ou Codex Vercellensis Evangeliorum, est un codex du IVe siècle conservé à la bibliothèque de la cathédrale Saint-Eusèbe de Verceil, en Italie. Rédigé à l'encre d'argent sur du vélin, il s'agit d'un manuscrit des quatre Évangiles qui appartient au corpus des traductions latines de la Bible dites Vieilles latines (ou Vetus Latina, c'est-à-dire  antérieures à saint Jérôme).
Il s'agit d'un des rares parchemins pourprés.
L'évêque Eusèbe de Verceil, mort en 371, est traditionnellement considéré comme l'auteur ou le commanditaire du codex.